# Antonio Lepschy
Antonio Lepschy (Venezia, 3 ottobre 1931 – Padova, 30 giugno 2005) è stato un ingegnere italiano.

## Biografia
Discusse una tesi in ingegneria industriale elettrotecnica presso l'Università di Padova il 29 gennaio 1955 e, appena laureato, iniziò a svolgere attività di ricerca alla Fondazione Ugo Bordoni di Roma, dove prestò servizio per quasi cinque anni, dal 1º aprile 1955 al 31 ottobre 1959.
Fu chiamato a insegnare nella facoltà di ingegneria dell'Università di Trieste alla fine del 1959, al quale seguirono altri incarichi presso la stessa Università di Trieste e, successivamente, presso le Università di Padova e Bari. Conseguì la libera docenza in controlli automatici nella sessione del 1961 (la prima per questo settore disciplinare) e nel dicembre del 1964 fece parte della terna di vincitori (insieme ad Antonio Ruberti ed Enzo Belardinelli) del primo concorso a cattedra bandito in Italia per la medesima disciplina.
Come professore straordinario prima e ordinario poi, tenne l'insegnamento della materia nelle facoltà di ingegneria dell'Università di Bari (anno accademico 1965/1966), dell'Università di Trieste (anni accademici dal 1966/1967 al 1969/1970) e, infine, dell'Università di Padova (dall'anno accademico 1970/1971). Presso quest'ultimo ateneo tenne, negli ultimi anni di servizio, l'insegnamento di Storia della Tecnologia.
Nell'Università di Padova fu anche Preside della Facoltà di Ingegneria, Direttore dell'Istituto di Elettrotecnica e di Elettronica e Direttore del Dipartimento di Elettronica e Informatica.
Nell'ambito del CNR fu segretario, negli anni ‘50 e ‘60, della Commissione Nazionale per l'Automazione e di quella per l'IFAC – International Federation of Automatic Control – mentre negli anni ‘70 fu direttore del Laboratorio di Elettronica Industriale e, successivamente, di quello di Dinamica dei Sistemi e di Elettronica Biomedica dell'area CNR di Padova. Di questo istituto ricoprì l'incarico di presidente del Consiglio Scientifico, e il medesimo ruolo fu da lui svolto per l'Istituto di Analisi dei Sistemi e Informatica del CNR di Roma.
Fu socio dell'Istituto Veneto di Scienze, Lettere ed arti, dell'Accademia Nazionale delle Scienze – detta dei XL – e dell'Accademia Galileiana di Scienze, Lettere ed Arti (già Accademia Patavina) del quale fu presidente dal 2000 al 2003. Nell'ambito dell'Istituto Veneto di Scienze, Lettere ed Arti, fu segretario accademico della classe di scienze fisiche, matematiche e naturali dal 1993 al 2003, anno nel quale è stato nominato vicepresidente dell'istituto.
Nel 2003 fu insignito della Medaglia d'oro ai benemeriti della scuola, della cultura e dell'arte dal presidente della Repubblica italiana Carlo Azeglio Ciampi.
Nel 2004 fu nominato professore emerito dell'Università di Padova e successivamente è stata rinominata l'aula magna del dipartimento di Ingegneria dell'Informazione in suo onore.
Era fratello del linguista Giulio Lepschy.

## Attività
L'attività di ricerca scientifica di Antonio Lepschy si è svolta principalmente nel campo della teoria dei sistemi e del controllo automatico e in quello delle loro relative applicazioni. È stato uno dei pionieri, in Italia, nello sviluppo di tali settori di ricerca e si è impegnato al fine di garantirne un'adeguata conoscenza e ricezione nel contesto della comunità scientifica e tecnica italiana. In parallelo all'attività svolta in ambito universitario, si è occupato delle relazioni fra la filosofia della scienza e le discipline di suo interesse, nonché delle possibilità di applicazione delle metodologie peculiari del proprio settore di ricerca in campi diversi da quelli squisitamente tecnici.
La sua attività di studio e ricerca è documentata da circa trecento pubblicazioni, molte delle quali edite su qualificate riviste scientifiche internazionali e su pubblicazioni e collane di istituti culturali di rilevanza nazionale.

## Opere

### Studi in volume
- Antonio Lepschy, Riccardo Calimani, Feedback. Guida ai cicli di retroazione: dal controllo automatico al controllo biologico, Garzanti, Milano, 1990
- Antonio Lepschy et alii, Complessità, Enciclopedia Italiana, VI Appendice, Istituto dell'Enciclopedia Italiana Treccani, Roma, 2000
- A cura di Antonio Lepschy e Manlio Pastore Stocchi, Il futuro. Previsione, pronostico e profezia, Istituto Veneto di Lettere, Scienze e Arti, Venezia, 2005
- Antonio Lepschy, Complessità, Enciclopedia della Scienza e Tecnica, Istituto dell'Enciclopedia Italiana Treccani, Roma, 2007
- Antonio Lepschy, Scritti, Istituto Veneto di Lettere, Scienze e Arti, Venezia, 2008

### Altre pubblicazioni
- Il colore della porpora, in La porpora. Realtà e immaginario di un colore simbolico. Atti del convegno di studio (Venezia, 24 e 25 ottobre 1996), a cura di O. Longo, Venezia 1998, pp. 53–66
- Ordine, Disordine, Caos, Discorso tenuto nell'adunanza solenne del 13 giugno 1999 nella sala del Piovego di Palazzo Ducale, in Atti dell'Istituto Veneto di Scienze, Lettere ed Arti, 157 (1998-99), Classe di scienze fisiche, matematiche e naturali, pp. 115-132
- Le dimensioni del tempo, in Atti dell'Istituto Veneto di Scienze, Lettere ed Arti, 159 (2000-01), Classe di scienze fisiche, matematiche e naturali, pp. 279-289
- Scolio ad una "Questione di matematica" trattata nei "problemi" del corpus aristotelico, in Atti dell'Istituto Veneto di Scienze, Lettere ed Arti, 161 (2002-03), Classe di scienze fisiche, matematiche e naturali, pp. 277-285
- Cristalli e simmetrie, in Cristalli e gemme. Realtà fisica e immaginario - Simbologia, tecniche e arte. Atti del convegno di studio (Venezia, 28-30 aprile 1999), a cura di B. Zanettin, Venezia 2003, pp. 105–123
- Ghiribizzo a proposito delle nozioni di causa formale e di analogia, in Atti dell'Istituto Veneto di Scienze, Lettere ed Arti, 162 (2003-04), Classe di scienze fisiche, matematiche e naturali, pp. 525-536
- Modelli matematici e previsione, in Il Futuro. Previsione, proposito e profezia. Relazioni presentate al convegno interdisciplinare di studio (Venezia, 19-21 ottobre 2000), a cura di A. Lepschy e M. Pastore Stocchi, Venezia 2006, pp. 61–76
- Specializzazione e dialogo culturale nelle scienze: il ruolo delle accademie, in L'esperienza delle Accademie e la vita morale e civile dell'Europa. Atti del convegno internazionale di studio (Venezia, 27-28 novembre 2003), a cura di E. Vesentini e L. Mazzarolli, Venezia 2006, pp. 101–110

N.B.: l'elenco riporta articoli e memorie di tipo interdisciplinare; per le pubblicazioni di ambito universitario si rimanda agli archivi degli atenei e alle riviste specializzate internazionali